# Vila Záběhlická 127
Vila Záběhlická 127 je rodinná vila v Praze 10-Záběhlicích, která stojí mezi meandrem Botiče a ulicí V Chaloupkách. Od roku 1958 je chráněna jako nemovitá kulturní památka České republiky.

## Historie
Původní hospodářská usedlost ze 17. století byla kolem roku 1850 zcela přestavěna na letní meštanskou rezidenci. Dům stojí ve spodní části terasovité zahrady a patří k němu ještě bývalá kočárovna a maštal na západní části pozemku.